# Bahnhof Imperial Wharf
Der Bahnhof Imperial Wharf ist ein Haltepunkt an der West London Line (WLL) und wird von London Overground betrieben, die auch ihren Zuglauf der WLL hier anhalten lässt. Zudem halten noch Züge der Southern. Er liegt zwischen den Bahnhöfen West Brompton und Clapham Junction nahe der Themse an der Grenze des London Borough of Hammersmith and Fulham zum Royal Borough of Kensington and Chelsea.

## Geschichte
Planungen für eine Station an dieser Stelle existierten schon seit 1993, jedoch wurde die endgültige Finanzierung erst im April 2008 gesichert, nachdem die Kosten 2005 auf 3 Millionen Pfund Sterling geschätzt worden waren. Die Kosten übernahm St. George, der Planer des benachbarten Luxus-Apartment-Komplexes, der als Namenspate für die Station diente. In der Projektphase trug die Station den Namen des ebenfalls nahegelegenen Chelsea Harbour. Baubeginn war Ende Juli 2008.
Nachdem die Eröffnung der Station ursprünglich für das Jahr 2009 geplant worden war, wurde nach Bauverzögerungen die Eröffnung im Jahr 2010 terminiert. Jedoch konnte der Bahnhof bereits am 29. September 2009 dem Betrieb übergeben werden.

## Betrieb
- 2× pro Stunde: Willesden Junction – Imperial Wharf – Clapham Junction (London Overground)
- 1× pro Stunde: Milton Keynes Central – Watford Junction – Imperial Wharf – Clapham Junction – East Croydon (Southern)

Zudem befinden sich nahe dem Bahnhof Stege der Themse-Schifffahrt.

## Zukunft
- Langfristig soll die London Overground im Viertelstundentakt verkehren und der WLL-Zuglauf soll mit demjenigen der Bahnstrecke Gospel Oak–Barking verknüpft werden, wobei allerdings Baumaßnahmen in Gospel Oak vorgesehen sind.